# Henric Benckert
Henric August Benckert, född 5 augusti 1884 i Sundsvalls församling i Västernorrlands län, död 23 november 1958 i Göteborgs Annedals församling, var en svensk läkare.
Henric Benckert var son till förste stadsläkaren Carl Henric Benckert och Anna Sofia Åslund. Efter mogenhetsexamen i Stockholm 1903 följde akademiska studier; han blev medicine kandidat där 1908 och medicine licentiat vid Lunds universitet 1913. Benckert hade diverse förordnanden vid Lunds hospital 1912–1913 och var underläkare vid Karlstads lasaretts kirurgiska avdelning 1913–1914. Han kom till Sabbatsbergs sjukhus där han var amanuens vid gynekologiska kliniken 1914–1915 och underläkare vid kirurgiska avdelningen 1915–1916. Därefter var han amanuens och underläkare vid Allmänna BB i Stockholm 1916–1917.
År 1917 flyttade han till Göteborg för att bli biträdande överläkare vid Göteborgs BB och barnmorskelärare samt biträdande överläkare på kvinnokliniken vid Sahlgrenska sjukhuset. Han hade på senare tid också egen läkarpraktik i Göteborg.
Benckert var fältläkarstipendiat i reserven 1910–1913, bataljonsläkare vid Fältläkarkåren 1913–1919 med tjänstgöring vid olika truppförband samt som adjutant hos generalfältläkare och chefsläkare för invalidtåg. Han författade uppsatser i gynekologiska och obstetriska ämnen. Benckert var riddare av Vasaorden (RVO).
Henric Benckert gifte sig 1912 med friherrinnan Astrid Fock (1888–1954). De fick fyra barn: Anna-Brita Broberg (1913–2003), Astrid Hodger-Benckert (1916–1961), Greta Zetterholm (1919–2006, gift med Torbjörn Zetterholm) och Nina Södergren (1924–2015).
Han är begravd på Vickleby kyrkogård på Öland.